# 鄢东
鄢东（1967年12月—），男，汉族，中华人民共和国政治人物，中国共产党党员。大学毕业。现任中华人民共和国商务部党组成员、副部长。

## 生平
历任中华人民共和国商务部人事司副司长，中国国际经济技术交流中心主任，商务部世界贸易组织司司长。
2022年5月，出任中国人民对外友好协会副会长。
2025年2月，重回一线，出任商务部副部长。